# Südliches Siebenbinden-Gürteltier
Das Südliche Siebenbinden-Gürteltier (Dasypus hybridus) ist eine kleine Art der Langnasengürteltiere und hauptsächlich im mittleren Osten Südamerikas verbreitet. Charakteristisches Kennzeichen sind die rund sieben beweglichen Bänder zwischen den beiden starren Panzerabschnitten des Rückens, was die Form mit dem Siebenbinden-Gürteltier verbindet. Die Tiere leben in offenen Grasländern und reagieren stark auf menschliche Landschaftsveränderungen. Die Hauptnahrung setzt sich aus Insekten, zu geringen Teilen auch aus Pflanzen zusammen. Der Bestand wird gegenwärtig von der IUCN als potentiell gefährdet eingestuft. Der Gürteltiervertreter ist wissenschaftlich seit dem Jahr 1804 bekannt, es bestehen allerdings teils Zweifel über den eigenständigen Artstatus.

## Merkmale

### Habitus

Südliches Siebenbinden-Gürteltier, Neotyp

Das Südliche Siebenbinden-Gürteltier besitzt eine Kopf-Rumpf-Länge von durchschnittlich 29,7 cm, zuzüglich eines 16,9 cm langen und an der Basis recht breiten Schwanzes, der damit im Vergleich zur Körperlänge der kürzeste unter allen Langnasengürteltieren ist und nur 67 bis 70 % der Länge des restlichen Körpers erreicht. Die Gesamtlänge variiert von 39,7 bis zu 48,9 cm, das Gewicht liegt bei 1 bis 2 kg. Insgesamt weist das Tier einen breiten und niedrigen Körper auf mit einem schmalen, dreieckigen Kopf, der an der Schnauze charakteristisch lang ausgezogen ist. Dieser ist bis zu 7,5 cm lang und weist bis zu 2,8 cm lange, tütenartige Ohren mit gerundeten Enden auf, die charakteristischerweise weit auseinander stehen. Der Körperpanzer besitzt einen festeren Schulter- und Beckenteil, dazwischen befinden sich 6 oder 7, durch haarlose Hautstreifen miteinander verbundene Bänder. Der gesamte Rückenschild ist aus einzelnen kleinen Knochenplättchen aufgebaut, die am festen Panzer sechseckig, am beweglichen Teil aber rechteckig geformt sind. Die sechseckigen Osteoderme haben einen Durchmesser von rund 5 mm und sind mit einer kreisförmigen Musterung bedeckt, die manchmal dezentral liegt, und von acht kleinen Mustern umgeben ist. Die Knochenplättchen der beweglichen Bänder werden dagegen rund 20 mm lang und 5 mm breit. Ihre Oberfläche zeichnet sich durch eine Dreiecksmusterung aus, wobei die Spitze des mittleren Dreiecks nach vorn zeigt. Die Anzahl der Knochenplättchen am vierten beweglichen Bändern liegt zwischen 50 und 62 je sowie durchschnittlich bei 54, andere Autoren geben 46 bis 55 beziehungsweise 53 an. Zusätzliche Knochenplättchen befinden sich auf der Kopfoberseite, die aber unregelmäßig geformt sind und keine Musterung aufweisen. Die Körperfärbung tendiert von bräunlich-grau zu bräunlich-gelb, ist im vorderen Bereich aber meist dunkler. Einige Individuen besitzen auch einen dunkleren Mittelstreifen auf dem Rücken. Zusätzlich ist der Panzer von einem nur leichten Haarflaum bedeckt. Der Bauch weist keine Haare auf und ist pinkfarben. Die Gliedmaßen sind kurz und enden an den Vorderbeinen in jeweils vier, an den Hinterbeinen in fünf Strahlen, die kräftige Krallen tragen. Dabei sind die beiden mittleren der Vorderfüße besonders kräftig ausgebildet. Die Hinterfußlänge beträgt 7,3 cm. Weibliche Tiere besitzen vier Milchdrüsen.

### Skelettmerkmale

Schädel und Unterkiefer des Südlichen Siebenbinden-Gürteltiers

Das Gebiss des Südlichen Siebenbinden-Gürteltiers weist von den anderen Säugetieren abweichende Zähne auf, die pflockartig gestaltet und so molarenähnlich sind, aber keinen Zahnschmelz besitzen. Je Kieferbogen befinden sich im Oberkiefer 6, im Unterkiefer 8 dieser Zähne, insgesamt also 28. Weiterhin weist das Skelett an den Vorderbeinen eine für grabende Säugetiere charakteristische Gestaltung der Ulna auf. Hier ist das obere Gelenk (Olecranon) deutlich vergrößert und bis zu 2 cm lang, bei einer Gesamtlänge des Knochens von 4,9 cm.

### Sinnesleistungen und Lautäußerungen
Als einzige Lautäußerungen sind schnaufende Geräusche während der Nahrungssuche bekannt.

## Verbreitung und Lebensraum

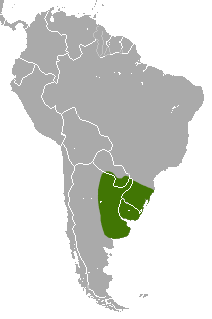
Verbreitungsgebiet

Das Verbreitungsgebiet des Südlichen Siebenbinden-Gürteltiers ist die südlichste aller Langnasengürteltiere. Es kommt vom nordöstlichen Argentinien über Uruguay bis ins südliche Brasilien vor. Aus dem südlichen Paraguay gibt es einzelne Berichte über Sichtungen, das letzte Exemplar wurde im Dezember 2006 tot aufgefunden. Die exakte nördliche Verbreitungsgrenze ist unbekannt, da es häufig zu Verwechslungen mit dem ähnlichen Siebenbinden-Gürteltier (Dasypus septemcinctus) kommt. Als Gesamtgröße für das Verbreitungsgebiet werden 1,42 Millionen Quadratkilometer angegeben, die Größe der tatsächlich bewohnten Gebiete und die Dichte der Population ist unbekannt. Dabei bewohnt die Gürteltierart vor allem unbewirtschaftete offene Grasländer sowie Pampa-Gebiete und reagiert sensibel auf Einwirkungen durch den Menschen in Form von Ackerbau oder Weidewirtschaft. Ebenso ist das Habitat durch die Ausbreitung der atlantischen Küstenwälder (Mata Atlântica) begrenzt, allerdings werden offene Waldländer teilweise auch besiedelt. Insgesamt ist das Tier von der Küstenebene bis zu Landhöhen um etwa 2300 m über dem Meeresspiegel nachgewiesen. Bevorzugt bewohnt das Südliche Siebenbinden-Gürteltier feuchte Böden. In einzelnen Regionen lebt es sympatrisch mit dem Braunborsten- (Chaetophractus vellerosus) und dem Kleinen Borstengürteltier (Chaetophractus villosus), es kommt aber auch zu Überschneidungen mit dem Ausbreitungsgebiet des Neunbinden-Gürteltiers (Dasypus novemcinctus).

## Lebensweise

### Territorialverhalten
Das Südliche Siebenbinden-Gürteltier ist sowohl tags als auch nachts aktiv, im Sommer aber überwiegend in der Nacht, um der Hitze des Tages zu entgehen. Zudem ist es im Winter seltener außerhalb des Baus anzutreffen, was möglicherweise mit einem verringerten Nahrungsangebot zusammenhängt. Die selbst gegrabenen Baue werden überwiegend in nicht vom Menschen beeinflussten Graslandschaften angelegt, die zudem sandige Böden aufweisen; in Waldgebieten finden sich kaum Baue. Sie sind typischerweise 1 bis 2 m lang, können aber auch bis zu 5 m erreichen, etwa 15 cm breit und bis zu 45 cm hoch. Meist handelt es sich um einfache lange, teils gewinkelt verlaufene Röhren, die flach in den Untergrund reichen, nur selten enden sie in kleinen Kammern von 25 bis 35 cm Größe. Die Eingänge haben meist Durchmesser von 25 cm und liegen oft entgegen der Windrichtung. Zusätzlich können sie manchmal mit trockenem Gras versperrt sein. Der Eingangsbereich ist überwiegend sehr steil in den Untergrund angelegt. Teilweise haben die Baue auch zwei Eingänge, die sich nach kurzer Distanz zu einer Tunnelröhre vereinen. Neben diesen Bauen gibt es noch kleinere Erdhöhlen, die wohl dem Schutz vor Fressfeinden dienen und bei aufziehender Gefahr schnell angelegt werden. Die längeren Baue dienen des Weiteren auch als Winterquartiere; in diesen ist die Innentemperatur höher als die Außentemperatur. Die Körpertemperatur schwankt relativ stark zwischen 33,1 und 38,4 °C, sie ist abhängig von der Umgebungstemperatur und der Aktivität der Tiere. Möglicherweise fällt das Südliche Siebenbinden-Gürteltier bei ungünstigen äußeren Bedingungen in einen Torpor oder Winterschlaf, ähnlich wie es beim Zwerggürteltier (Zaedyus pichiy) nachgewiesen ist.

### Ernährung
Die Hauptnahrung besteht aus Ameisen und Termiten, die etwa 50 % der gesamten aufgenommenen Menge ausmachen. Daneben verspeist die Gürteltierart auch Heuschrecken, Schmetterlinge, Käfer und Schaben. Selten frisst das Südliche Siebenbinden-Gürteltier auch kleine Wirbeltiere, allerdings ist hier unklar, ob sie diese auch aktiv erbeutet oder an Kadavern aast. Untergeordnet gehören auch Blätter und Samen ins Nahrungsrepertoir. Während der Nahrungssuche läuft ein Tier schnell hin und her, gräbt kleine Löcher  mit den scharfen Krallen der Vorderfüße und gibt ein beständiges Schnaufen von sich.

### Fortpflanzung
Die Fortpflanzung unter freilebenden Südlichen Siebenbinden-Gürteltieren wurde bisher nur selten beobachtet, bei Tieren in Gefangenschaft lag die Paarungszeit vor allem im März, die Geburt mit zwischen 7 und 12 Jungtiere erfolgte im Oktober und November, was einer Tragzeit von etwa sieben Monaten entspricht. Aufgrund von Polyembryonie sind die Nachkommen genetisch identisch. Die Geburt findet im Bau statt, der mit Pflanzen nestartig ausgelegt ist. Neugeborene wiegen durchschnittlich 47,5 g und haben geöffnete Augen und einen weichen Panzer. Sie werden etwa zwei Monate gesäugt.

### Beutegreifer und Feindverhalten
Direkte Fressfeinde sind nicht bekannt, allerdings ist die Anzahl von Tieren in den Gebieten geringer, wo häufiger freilebende Hunde vorkommen. Bei Gefahr flüchtet das Südliche Siebenbinden-Gürteltier schnell, aber nicht in gerader Linie zu einem nahe gelegenen Bau.

### Parasiten
Zu den äußeren Parasiten gehören Flöhe wie Tunga und Rhophalopsyllus, weiterhin Milben wie Androlaelaps und Zecken wie Amblyomma, letztere scheint das Südliche Siebenbinden-Gürteltier aber nicht sehr häufig zu befallen. Die inneren Parasiten stellen meist Fadenwürmer dar, darunter unter anderem Aspidodera, Pterygodermatites, Mazzia und Delicata. Zudem ist die Gürteltierart Wirt des Einzellers Trypanosoma cruzi, welcher Verursacher der Chagas-Krankheit beim Menschen ist.

## Systematik
Das Südliche Siebenbinden-Gürteltier gehört zur Gattung der Langnasengürteltiere (Dasypus), der mindestens acht weitere Arten zugerechnet werden. Die Langnasengürteltiere wiederum sind in die Gruppe der Gürteltiere (Dasypoda) einzugliedern. Dabei formt die Gattung Dasypus eine eigene Familie, die Dasypodidae, die sich laut molekulargenetischen Untersuchungen bereits im Mittleren Eozän vor rund 45 Millionen Jahren von der Linie der anderen Gürteltiere abgespalten hatte. Die Familie wird als rezent monotypisch betrachtet, nimmt aber unter anderem mit  Stegotherium und Propraopus noch einige ausgestorbene Angehörige auf. Die nächstverwandte Gruppe stellt die Familie der Chlamyphoridae dar, der alle anderen heutigen Gürteltiere zugerechnet werden. Die Langnasengürteltiere spalteten sich im Mittleren Miozän vor rund 10 Millionen Jahren stärker auf. Es bildeten sich drei größere Linien heraus, von denen eine zu dem Artkomplex um das Kappler-Gürteltier (Dasypus kappleris), eine zu dem des Siebenbinden-Gürteltiers (Dasypus septemcinctus) und die dritte zu jenem des Neunbinden-Gürteltiers (Dasypus novemcinctus) einschließlich des Pelzgürteltiers (Dasypus pilosus) führte. Die Entwicklungslinie des Siebenbinden-Gürteltiers beinhaltet auch jene des Südlichen Siebenbinden-Gürteltiers, beide Vertreter sind demnach eng miteinander verwandt. Ihr Ursprung lässt sich bis zum Übergang vom Miozän zum Pliozän vor etwa 5,14 Millionen Jahren zurückverfolgen. Eine Aufspaltung in die heutigen beiden Angehörigen fand aber nicht vor dem Mittelpleistozän statt. Aufgrund dieser späten Trennung wird das Südliche Siebenbinden-Gürteltier auch teilweise als Unterart des Siebenbinden-Gürteltiers angesehen. Vom Südlichen Siebenbinden-Gürteltiers selbst sind keine Unterarten bekannt.

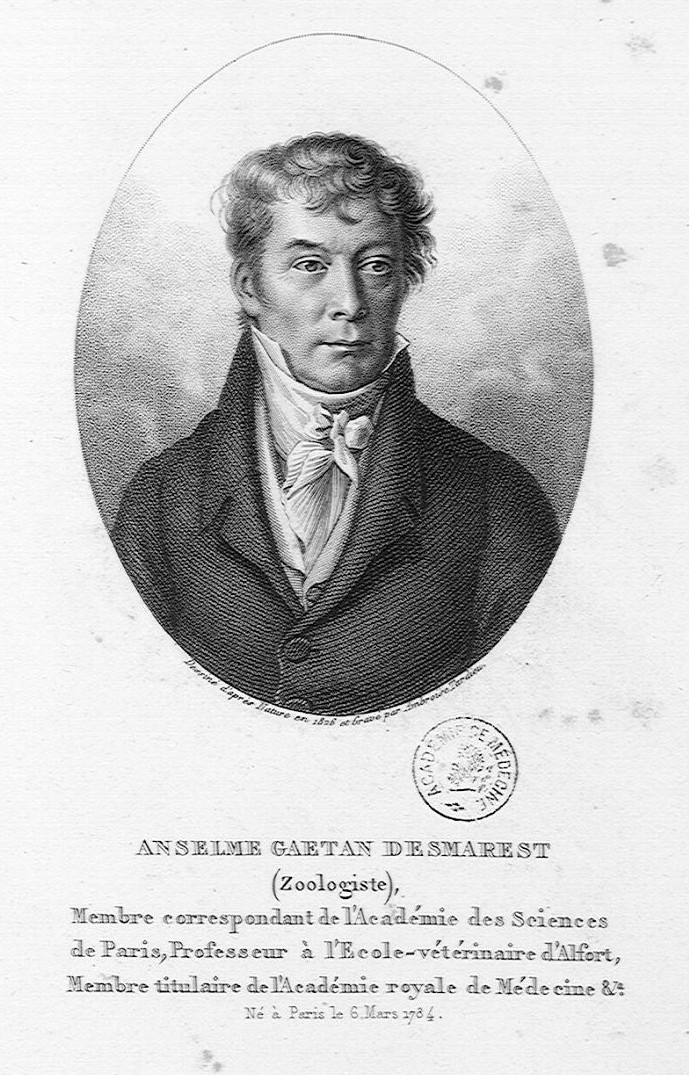
Anselme Gaëtan Desmarest

Die wissenschaftliche Erstbeschreibung erfolgte durch Anselme Gaëtan Desmarest im Jahr 1804 als Loricatus hybridus ohne Angabe einer Typuslokalität. Die Beschreibung basierte auf den Bericht „Le Tatou Mulet“ von Félix de Azara, den er 1801 in Essais sur l’Histoire Naturelle des Quadrupèdes de la Province du Paraguay veröffentlicht hatte. Allerdings ist Azaras Beschreibung des Südlichen Siebenbinden-Gürteltiers relativ ungenau, in einem späteren, 1823 veröffentlichten Bericht erwähnt er tatuejo-mulita und tatuejo oscuro, ersteres ist nicht genau zuweisbar, letzteres entspricht dem  Neunbinden-Gürteltier (Dasypus novemcinctus). Die Gürteltierart wurde häufig mit dem nördlicher lebenden Siebenbinden-Gürteltier (Dasypus septemcinctus) verwechselt. Erst G. W. D. Hamlett legte im Jahr 1939 diagnostische Merkmale vor, die das Südliche Siebenbinden-Gürteltier vom Siebenbinden-Gürteltier trennen. Diese betrafen unter anderem die absoluten und verhältnismäßigen Längen von Schwanz und Ohren. Im Jahr 1995 wurde eine neue, sehr ähnliche Art, das Yungas-Gürteltier (Dasypus mazzai) neu beschrieben, das im Nordosten Argentiniens heimisch ist.
In der Vergangenheit wurde das Südliche Siebenbinden-Gürteltier gemeinsam mit dem Siebenbinden-Gürteltier als näher mit dem Neunbinden-Gürteltier (Dasypus novemcinctus) näher verwandt betrachtet und daher in der Untergattung Dasypus geführt. Nach mehreren genetischen Untersuchungen seit dem Jahr 2015 bilden die beiden erstgenannten Arten jedoch eine engere Gemeinschaft. Daher stehen diese teilweise in der Untergattung Muletia. Den Namen hatte John Edward Gray bereits im Jahr 1874 als alternative Gattungsbezeichnung für das Siebenbinden-Gürteltier etabliert, wobei er sich auf die für die Gürteltierart gelegentlich in Südamerika genutzten umgangssprachlichen Benennungen mulita común und mulita chica bezieht. Das spanische Wort mulita kann mit „Kleines Maultier“ übersetzt werden. Es leitet sich von den eselartigen langen Ohren der Langnasengürteltiere ab. Für das Südliche Siebenbinden-Gürteltier wird in Südamerika neben mulita chica auch mulita orejuda oder mulita pampeana. gebraucht, allerdings ist das lokale Guaraní-Wort tatu mburica (etwa „Eselgürteltier“) deutlich weiter verbreitet.

## Bedrohung und Schutz
Größte Bedrohung stellt die häufige Jagd auf das Südliche Siebenbinden-Gürteltier dar, die einerseits aus Nahrungsgründen erfolgt, andererseits zur Herstellung von Kunstobjekten, was bis in präkolumbische Zeit zurückverfolgt werden kann. Weitere große Bedeutung hat der Lebensraumverlust durch die Ausbreitung der Landwirtschaft und menschlicher Siedlungen, da das Tier extrem empfindlich auf Veränderungen reagiert und wodurch es in vielen Gebieten vor allem in Argentinien verschwunden ist. Dadurch war innerhalb der letzten 30 Jahre ein erheblicher Bestandsrückgang zu verzeichnen. Darüber hinaus wird die Gürteltierart häufig Opfer von Verkehrsunfällen und frei lebender Hunde. Von der IUCN wird der Bestand als near threatened („potentiell gefährdet“) bewertet, allerdings gibt es in einigen Gebieten Datenlücken und es wird empfohlen, die Einstufung auf vulnerable („gefährdet“) zu erhöhen. In Uruguay dagegen hat die Gürteltierart eine hohe Schutzpriorität. Das Südliche Siebenbinden-Gürteltier ist in einigen Naturschutzgebieten vertreten, zu diesen gehören die Nationalparks Campos del Tuyú, El Palmar und Rio Pilcomayo.